# Indopacifische koningsmakreel
De Indopacifische koningsmakreel (Scomberomorus guttatus) is een straalvinnige vis uit de familie van makrelen (Scombridae) en behoort derhalve tot de orde van baarsachtigen (Perciformes). De vis kan een lengte bereiken van 76 cm.

## Leefomgeving
Scomberomorus guttatus komt in kustwateren (zeewater en brak water) voor. De vis prefereert een tropisch klimaat en heeft zich verspreid over de Grote en Indische Oceaan. Deze soort is te vinden in en migreert doorheen de wateren van de Perzische Golf, India en Sri-Lanka tot Zuid-Oost Azië, Hong Kong en de Japanse zee. Scomberomorus guttatus heeft een diepteverspreiding van 0 tot 200 meter, maar bevindt zich meestal op een diepte van 20 tot 90 m in de kustwateren. Daarnaast kan men deze soort ook vinden in het brakke water van de riviermondingen die uitmonden in deze wateren.

## Levenscyclus
Het broedseizoen van de Scomberomorus guttatus vindt plaats tussen april en juli. Hiervoor migreren de volwassen vissen in scholen naar de broedgronden aan de kust van Zuid-India (april t.e.m. Juli) en Thailand (in mei). 
Een halfvolgroeid vrouwtje zal een lengte van 37,5 cm bereiken
Wanneer een vis een totale lengte van 48-52 cm in India, of 40 cm in Thailand, bereikt aan de leeftijd van 1 à 2 jaar is deze een volgroeide volwassene. De vruchtbaarheid van de vrouwtjes stijgt met de leeftijd: op tweejarige leeftijd dragen ze ongeveer 400 000 eitjes en op vierjarige leeftijd zijn dit er al meer dan 1 miljoen. 
De volwassenen kunnen een maximum lengte van 76 cm en een leeftijd van 16 jaar oud bereiken. 

## Relatie tot de mens

### Visserij
Scomberomorus guttatus is voor de visserij van groot commercieel belang. De vis wordt bejaagd binnen zijn volledig verspreidingsgebied. Hierbij maakt men gebruik van Kieuwnetten, sleepnetten, beurszegen, bamboestaken-vallen, staande netten of sleeplijnen aan een boot. In de laatste 50 jaar, is het aantal gerapporteerde vangsten in de Indische Oceaan gradueel bij gestegen van 300 ton in 1950 tot een gemiddelde van 31 000 ton tussen 2003 en 2007. In de hengelsport wordt er weinig op de vis gejaagd.

### Handel en Gebruik
De vissen worden als voedsel gebruikt en verhandeld op lokaal, nationaal en internationaal niveau. Lokaal en nationaal, wordt de vis voornamelijk vers aangeboden op de markt. Verder kan men deze ook gezouten, gerookt en ingevroren kopen. Een kleine hoeveelheid ingevroren vis wordt geëxporteerd naar Europa en de Noord America. 